# Tibetaanse roodmus
De Tibetaanse roodmus (Kozlowia roborowskii; synoniem: Carpodacus roborowskii) is een zangvogel uit de familie van de vinkachtigen (Fringillidae).

## Verspreiding en leefgebied
Hij is endemisch in China, met name in het Tibetaans Hoogland in de provincie Qinghai. De habitat is toendra, en het leefgebied van deze vogel wordt geschat op 20.000 tot 50.000 km2.